# جوندياي
تقع مدينية جوندياي (Jundiaí) في غرب مدينية ساوباولو، تشتهر جندياي بالزراعة والصناعة وتتميز بموقع جفرافي حيث تقع بين مدينية كامبينيس ومدينية ساو باولو وكانت المدينية ممرا لحمولات الذهب القادمة من ولاية ميناس جيرايس إلى البرتغال عن طريق ميناء سانتوس ومن ثم في حمولات القهوة والسكر.

## أهم المعالم السياحية
سلسلة جبال سيررا دو جابي والكتدرائية القديمية في وسط المدينية.

## من أهم ضواحيها
- Almerinda Chaves
- Anhangabau
- Caxambú (Jundiaí)|Caxambú
- Colônia (Jundiaí)|Colônia
- Eloy Chaves (Jundiaí)|Eloy Chaves
- Jardim Bonfiglioli
- Jardim Sta Gertrudes
- Retiro (Jundiaí)|Retiro
- Vianelo
- Vila Aparecida
- Vila Arens
- Vila Hortolândia
- Vila Marlene
- Vila Rami
- Traviú

## نوادي رياضية
أقدم النوادي الرياضية في المدينية هو باوليستا فوتبول كلوب الحائز على بطولة البرازيل في 2005.

## أعلام
- دييغو هينريكي باربوزا دوس سانتوس
- روميو بيليكياري
- دوني
- إيليسيني ديفيد
- دالمو غاسبر
- ليوناردو أوقستو غوميز أرو